# Cerro Cinotepeque
Cerro Cinotepeque is een vulkaanveld in het departement San Salvador in El Salvador. Het veld heeft toppen van ongeveer 665 meter hoog. Het veld ligt zo'n 30 kilometer ten noorden van de stad San Salvador.